# Evangelische Kirche (Sipperhausen)

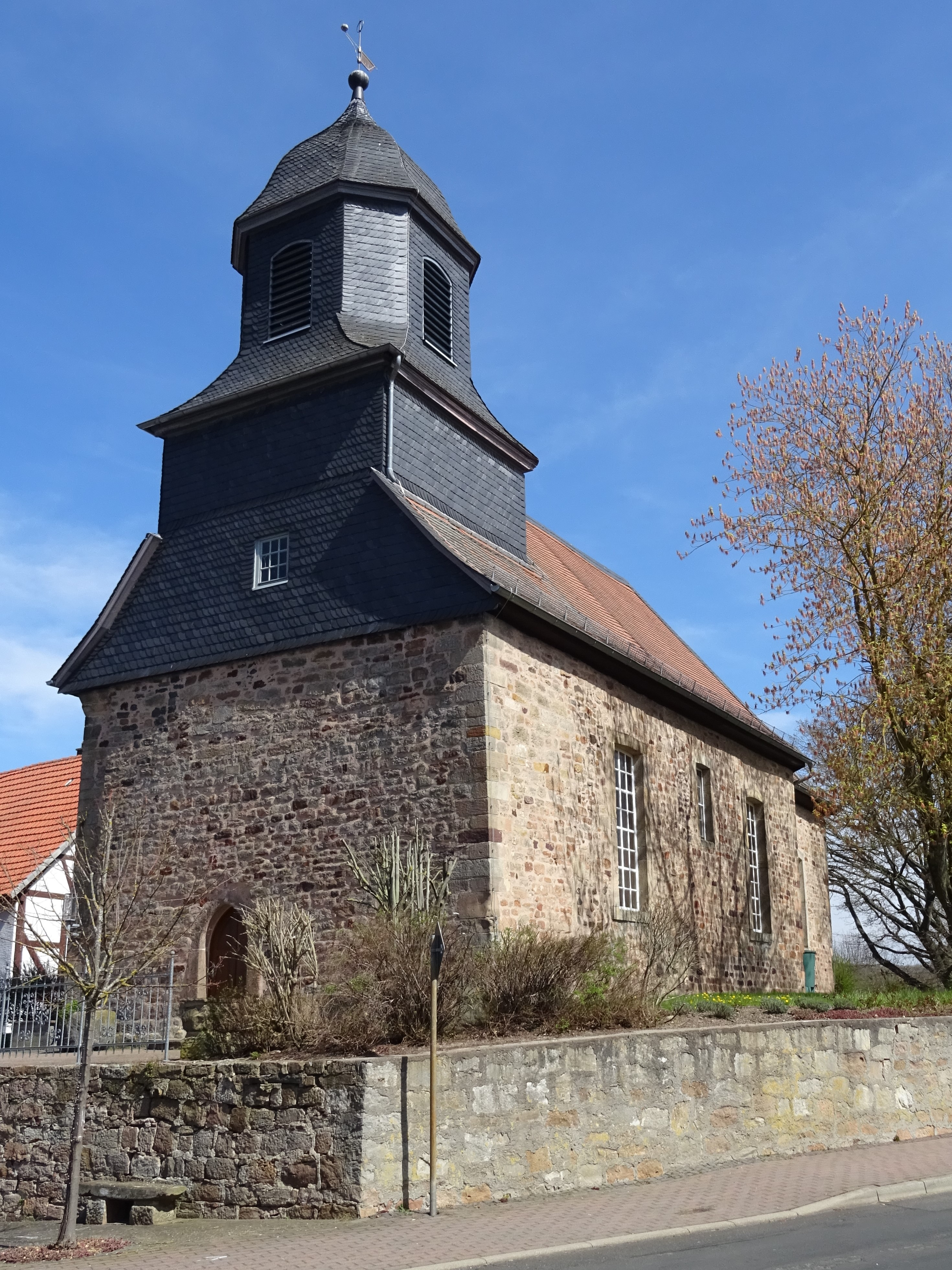
Evangelische Kirche (Sipperhausen)

Die Evangelische Kirche Sipperhausen ist ein denkmalgeschütztes Kirchengebäude, das in Sipperhausen steht, einem Ortsteil der Gemeinde Malsfeld im Schwalm-Eder-Kreis (Hessen). Die Kirchengemeinde gehört zum Kirchenkreis Schwalm-Eder im Sprengel Marburg der Evangelischen Kirche von Kurhessen-Waldeck.

## Beschreibung
Die romanische Saalkirche aus Bruchsteinen mit einem eingezogenen rechteckigen Chor wurde in der Gotik verändert. Sie wurde nach der Zerstörung im Dreißigjährigen Krieg 1764 einschließlich der Fenster erneuert. Auf der Nordseite des Chors befindet sich ein Relief, das ehemals zu einem Sturz eines Portals gehörte. Die Orgel wurde 1905 von Heinrich Möller gebaut.